# همر (فایل‌سیستم)
HAMMER یک فایل‌سیستم نرم‌افزار آزاد با دسترس‌پذیری بالاست که با استفاده از ساختمان داده بی-تری توسط متیو دیلون نوشته شده است. این فایل‌سیستم قابلیت‌های مختلفی از جمله جلوگیری از ذخیره شده اطلاعات تکراری بر روی دیسک (بلاک‌هایی که یکسان هستند تنها یکبار ذخیره می‌شوند)، استفاده از checksum برای اطمینان از حفظ سلامت و آسیب ندیدن فایل‌ها، مونت کردن فایل‌سیستم بدون نیاز به اجرای برنامه fsck پس از بوقوع پیوستن یک حادثه مانند قطعی برق، توانایی عمل کردن در حال master-multislave (یک سرویس‌دهنده، چندین سرویس‌گیرنده)، پشتیبانی از تاریخچه به صورت تنظیم‌پذیر، پشتیبانی از اسنپ‌شات‌های به تعداد نامحدود و قابل export برای فایل سیستم شبکه‌ای و تعدادی قابلیت دیگر اشاره کرد. پورت کردن این سیستم‌فایل برای سیستم‌عامل لینوکس هم در جریان است و در حال حاضر تنها از دسترسی به فایل‌ها به صورت فقط-خواندنی پشتیبانی می‌کند. این فایل‌سیستم اختصاصاً برای سیستم‌عامل دراگون‌فلی بی‌اس‌دی طراحی شده است. در حال حاضر حداکثر اندازه‌ای که یک سیستم‌فایل از نوع HAMMER می‌تواند داشته باشد مقدار ۱ اگزابایت است. 